# Suzuki Swift Super1600
Suzuki Swift Super1600 raliautó. 2004-ben kezdte fejleszteni a Suzuki. 2005 augusztusában debütált a finn rali világbajnoki futamán. Első raliján Guy Wilks rögtön a kategória harmadik helyére hozta az 1.6-os Swiftet.
Teljes rali-világbajnoki szezont 2006-ban kezdett, amikor is megnyerte első világbajnoki futamát, a svéd ralit.
Magyarország ralipályáin szintén 2006-ban mutatkozott be, Bútor Róbert és Krózsér Menyhért versenyzett vele a Mecsek-ralin.2007-ben már Ollé Sándor-hoz is ezzel a típussal versenyzett. Az autó a veszprémi bajnoki futamon a tűz martalékává vált.
2009-ben Ollé Sándor és Czakó Janek (navigátor) elsőként szereztek bajnoki címet a SWIFT S1600-nak magyarországon.

## Specifikáció
- Motortípus: Benzinüzemű, vízhűtéses, 16 szelepes DOHC szelepvezérléssel
- Furat és löket: 81,0×77,5
- Hajtás: Első kerék
- Differenciálmű: Mechanikus, többtárcsás, sperdifferenciál
- Kuplung: Egytárcsás
- Felfüggesztés:	Első: Független / Mcpherson; Hátsó: Független lengőkaros
- Fékrendszer: Hidraulikus – aszfalt, első: Brembo, 355 mm; murva, első: Brembo, 300 mm; hátsó: Brembo, 278 mm; féknyereg: Brembo, első: 4 dugattyús, hátsó: 2 dugattyús
- Kézifék: Hidraulikus
- Kerékméret: Aszfalt: 17×7,0 J; Murva: 15×6,0 J

## Eredmények
| Junior rali-világbajnokság (JWRC) Győzelmek | Junior rali-világbajnokság (JWRC) Győzelmek | Junior rali-világbajnokság (JWRC) Győzelmek | Junior rali-világbajnokság (JWRC) Győzelmek |
|                                             | Év                                          | Rali                                        | Versenyző                                   |
| ------------------------------------------- | ------------------------------------------- | ------------------------------------------- | ------------------------------------------- |
| 1.                                          | 2006                                        | Svéd                                        | Per-Gunnar Andersson                        |
| 2.                                          | 2006                                        | Argentin                                    | Guy Wilks                                   |
| 3.                                          | 2006                                        | Finn                                        | Guy Wilks                                   |
| 4.                                          | 2006                                        | Török                                       | Urmo Aava                                   |
| 5.                                          | 2006                                        | Brit                                        | Jaan Mölder                                 |

| Junior raliBajnokság (JRC) Győzelmek | Junior raliBajnokság (JRC) Győzelmek | Junior raliBajnokság (JRC) Győzelmek | Junior raliBajnokság (JRC) Győzelmek |
|                                      | Év                                   | Rali                                 | Versenyző                            |
| ------------------------------------ | ------------------------------------ | ------------------------------------ | ------------------------------------ |
| 1.                                   | 2007                                 | Norvég                               | Per-Gunnar Andersson                 |
| 2.                                   | 2007                                 | Portugál                             | Per-Gunnar Andersson                 |
| 3.                                   | 2007                                 | Szardínia                            | Urmo Aava                            |

## Külső hivatkozások
- A Suzuki 2007-ben is a JWRC-ben indul
- Totalcar – Röpül az új Swift
- A Suzuki Junior WRC csapatának honlapja
- Ollé-Czakó páros honlapja